# Pseudacanthoprion
Pseudacanthoprion is een geslacht van rechtvleugeligen uit de familie sabelsprinkhanen (Tettigoniidae). De wetenschappelijke naam van dit geslacht is voor het eerst geldig gepubliceerd in 1954 door Beier.

## Soorten
Het geslacht Pseudacanthoprion  is monotypisch en omvat slechts de volgende soort:
- Pseudacanthoprion insulare (Beier, 1954)